# Joseph Truffet
El Hermano Bartolomé (cuyo nombre de pila era Joseph Truffet) fue el segundo superior general de los Hermanos de las Escuelas Cristianas sucediendo a san Juan Bautista De La Salle. Además de enfrentar la muerte del fundador, en vida fue quien dirigió la carta al santo exigiéndole por el voto de obediencia su regreso a la comunidad. Editó varias obras del Fundador.
- Datos: Q6453888